# Уйгурская община Алма-Аты
Уйгурская община города Алма-Аты (Казахстан) — крупнейшая городская община уйгуров за пределами Восточного Туркестана (Синьцзян-Уйгурского автономного района КНР). Численность уйгуров в Алма-Ате согласно данным на начало 2020 г. составляла 103 830 человек, или 5,42 % от общей численности населения города (см. также Население Алма-Аты)
Алматинские уйгуры в основном двуязычны, помимо уйгурского, владеют русским языком, также и казахским языком.

## История общины

Старинная улица Кашгарская в городе Алма-Ата (Центр)

Мечеть в месте компактного поселения уйгуров в Алма-Ате (посёлок Дружба), 2011

Уйгуры живут в Алма-Ате с конца XIX века, почти с самого основания города (в то время назывался Ве́рный). Первым местом компактного проживания уйгуров после массовой миграции из Илийского края в 1879—1890 годах стали земли возле владений илийского султана Алахана, ныне район Султан-Курган, а также по центральным улицам — «Уйгурская» (в послевоенное время «Космонавтов», а ныне «Байтурсынова»), «Кашгарская».
Традиционным занятием первых уйгуров города стали — торговля, ремесла, а также частично земледелие. Известный предприниматель в Средней Азии меценат Семиречья, лидер местных уйгуров Вали Ахун Юлдашев в это время также проживал и развивал бизнес в городе Верном (Алма-Ата).
Уйгурская община города, также как и все уйгуры Семиречья, наряду с казахами и дунганами, приняли участие в событиях 1916 года. В период гражданской войны и последующей коллективизации уйгурская община города сократилась, вследствие миграции в Восточный Туркестан. Сильно ослабили общину также сталинские репрессии, когда была расстреляна уйгурская интеллигенция, духовенство, купечество Семиречья, в том числе такие личности как Абдулла Розыбакиев, Махмуд Ходжамьяров, Савут Ахун.
В 1950—1960-е годы последовала новая волна миграции уйгуров из Восточного Туркестана, значительно увеличившая численность уйгурской общины Алма-Аты.
Миграция уйгуров из сельской местности в Алма-Ате продолжается в настоящее время.

## Настоящее время

Уйгурский театр музкомедии имени Куддуса Кужамьярова в Алма-Ате, фото 2012

Большая часть уйгуров Алма-Аты по различным оценкам (60-70 %) являются по происхождению местными илийскими уйгурами-таранчи (ярлик), меньшая часть потомками выходцев из СУАР 50-60-х годов прошедшего столетия, эта группа представлена в основном из северных этнографических групп (илийцы, турфанцы), есть также кашгарцы.
В настоящее время центрами жизни общины являются районы компактного проживания (жут) где проживает большая часть уйгуров Алма-Аты — это посёлки Дружба, Султан-Курган, Заря Востока, Горный Гигант, где сохраняются традиционные институты самоуправления общины — жигит-беши, мэшрэп, во всех жутах функционируют одна или несколько мечетей, кладбище. Также в жутах обычно располагаются уйгуроязычные школы, всего по городу их 4.
В Алма-Ате с советских времен функционирует единственный в регионе Уйгурский театр им. Куддуса Кужамьярова. Имеется множество этно-культурных объединений, в том числе городской и республиканский культурные центры, также работают различные печатные СМИ, газеты («Уйгур Авази» и «Азия бугун») и журналы. До недавнего времени (2007—2009 гг.) в городе работало частное уйгурское телевидение Тангри Таг (Небесная гора, уйгурское название Тяньшаня), вещавшее также на Алматинскую область, спонсировавшееся городским культурным центром.
Уйгуры, как правило, всегда представлены в местном городском представительном органе (маслихат).
Основная часть уйгуров традиционно занята в малом и среднем бизнесе, в том числе: в крупно-оптовой торговле с Китаем (текстиль, обувь, электро-бытовые и электро-технические товары, сельскохозяйственная продукция и прочее, экспорт металла, шерсти, кожевенного сырья) и связанной с ней инфраструктурой — таможенное брокерство, грузоперевозки. Уйгуры в начале 90-х годов открыли первый оптово-розничный рынок в посёлке Заря Востока, впоследствии этот район стал известным в регионе центром различных розничных и оптовых рынков (Барахолка). Также в городе (в том числе в посёлках — Султан-Курган, Дружба, Горный Гигант) работает большое количество предприятий общественного питания, владельцами которых являются уйгуры. Некоторые семьи являются собственниками крупных предприятий республиканского значения. Представители уйгурской общины представлены также в различных сферах деятельности общества: научной, спорте, медицине, искусстве.
| Район           | численность уйгуров | доля %  |
| --------------- | ------------------- | ------- |
| Алмалинский     | 5 101               | 2,35 %  |
| Алатауский      | 20 928              | 7,46 %  |
| Ауэзовский      | 17 568              | 5,80 %  |
| Бостандыкский   | 6 481               | 1,85 %  |
| Жетысуский      | 20 415              | 12,00 % |
| Медеуский       | 8 366               | 3,92 %  |
| Наурызбайский   | 6 077               | 4,31 %  |
| Турксибский     | 18 894              | 7,86 %  |
| Алма-Ата всего: | 103 830             | 5,42 %  |